# Malaguti Runner 125
La Runner 125 è un modello di motocicletta enduro prodotta dalla Malaguti a partire dal 1985.

## Il contesto
Nato grazie ad un accordo commerciale tra Malaguti e Motori Minarelli (quest'ultima concessionaria per la produzione di un innovativo motore Yamaha destinato alla DT 125 cm³). Questa enduro è stata prodotta in due versioni, la prima YLC Yamaha Liquid Cooled raffreddato a liquido, esteticamente era simile ad un MFX con le dovute maggiorazioni per una cilindrata più grande, le colorazioni nelle prime versioni erano nera con adesivi rossi e grigi e sella rossa, oppure bianca e rossa con adesivi blu e neri e sella rossa, oppure bianca con adesivi blu e della blu. La seconda versione montava la valvola YPVS Yamaha Power Valve System parzializzatrice della luce di scarico, progenitrice di tutte le valvole analoghe usate sui due tempi, e raffreddamento a liquido a circolazione forzata.  Con questa innovazione il motore era già pronto ai bassi e saliva di giri più velocemente migliorando coppia e ripresa. A sua volta venne prodotta in due sottoversioni una denominata Vs, dall'86 al 90 esteticamente era simile ad un Mdx gold con le dovute maggiorazioni per una cilindrata più grande, le colorazioni erano nera con adesivi rossi ed oro e sella rossa oppure rossa con adesivi neri ed oro e sella nera. L'altra denominata Rally dal 90 che era simile ad una Dune prima serie o ad un Mrx (alcune con parafango anteriore alto tipo cross e nelle ultime prodotte parafango basso). Le colorazioni erano nera con adesivi gialli e bianchi e sella gialla, blu con adesivi gialli e bianchi e sella gialla, bianca con adesivi rossi e neri e sella nera, rossa con adesivi bianchi e blu e sella blu. La Rally aveva il portapacchi con predisposizione per bauletto e carena più avvolgente ed il segnalatore della temperatura del liquido refrigerante a led anziché a spie.  
La caratteristica che lo distingue rispetto alle 125 enduro dell'epoca è il doppio silenziatore di scarico ed una strumentazione completa composta da: tachimetro, due contachilometri, contagiri, spia folle, benzina, olio, luci abbaglianti, frecce ed un particolare indicatore della temperatura composto da più luci colorate. L'avviamento elettrico non era previsto in nessun modello, scelta voluta per ridurre i costi di produzione e proporla sul mercato ad un prezzo più basso rispetto alla concorrenza, soluzione commerciale che la Malaguti adottava su tutti i modelli. 